# Gordon MacRae
Albert Gordon MacRae (East Orange, 12 de março de 1921 – 24 de janeiro de 1986) foi um ator, cantor e apresentador estadunidense. Seus filmes incluem Punhos com Fé (1948), Crepúsculo de uma Glória (1949), Alguém Deixou Este Mundo (1950) e Resgate de Honra (1950).

## Filmografia

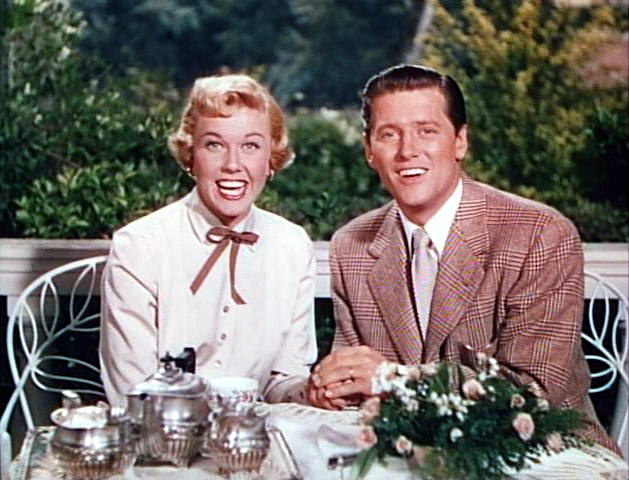
Com Doris Day em Tea for Two (1950).

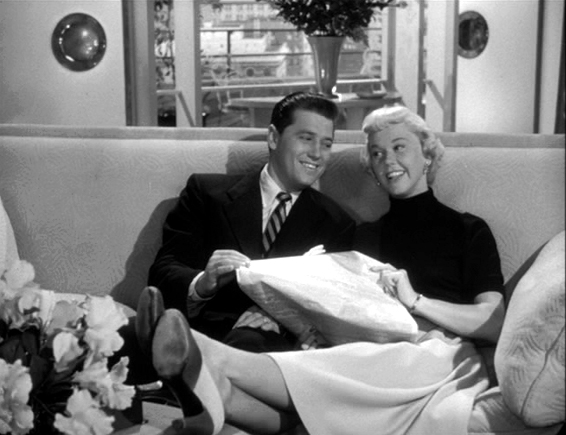
Com Doris Day em Starlift (1951).

| Ano  | Título                           | Papel                    |
| ---- | -------------------------------- | ------------------------ |
| 1948 | The Big Punch                    | Johnny Grant             |
| 1949 | Look for the Silver Lining       | Frank Carter             |
| 1950 | Backfire                         | Bob Corey                |
| 1950 | The Daughter of Rosie O'Grady    | Tony Pastor              |
| 1950 | Return of the Frontiersman       | Logan Barrett            |
| 1950 | Tea for Two                      | Jimmy Smith              |
| 1950 | The West Point Story             | Tom Fletcher             |
| 1951 | On Moonlight Bay                 | William Sherman          |
| 1951 | Starlift                         | Himself                  |
| 1952 | About Face                       | Tony Williams            |
| 1953 | By the Light of the Silvery Moon | William Sherman          |
| 1953 | The Desert Song                  | El Khobar / Paul Bonnard |
| 1953 | Three Sailors and a Girl         | "Choirboy" Jones         |
| 1955 | Oklahoma!                        | Curly McLain             |
| 1956 | Carousel                         | Billy Bigelow            |
| 1956 | The Best Things in Life Are Free | Buddy DeSylva            |
| 1978 | Zero to Sixty                    | Officer Joe              |
| 1980 | The Pilot                        | Joe Barnes               |